# Relations entre juifs et musulmans
 (avril 2017).

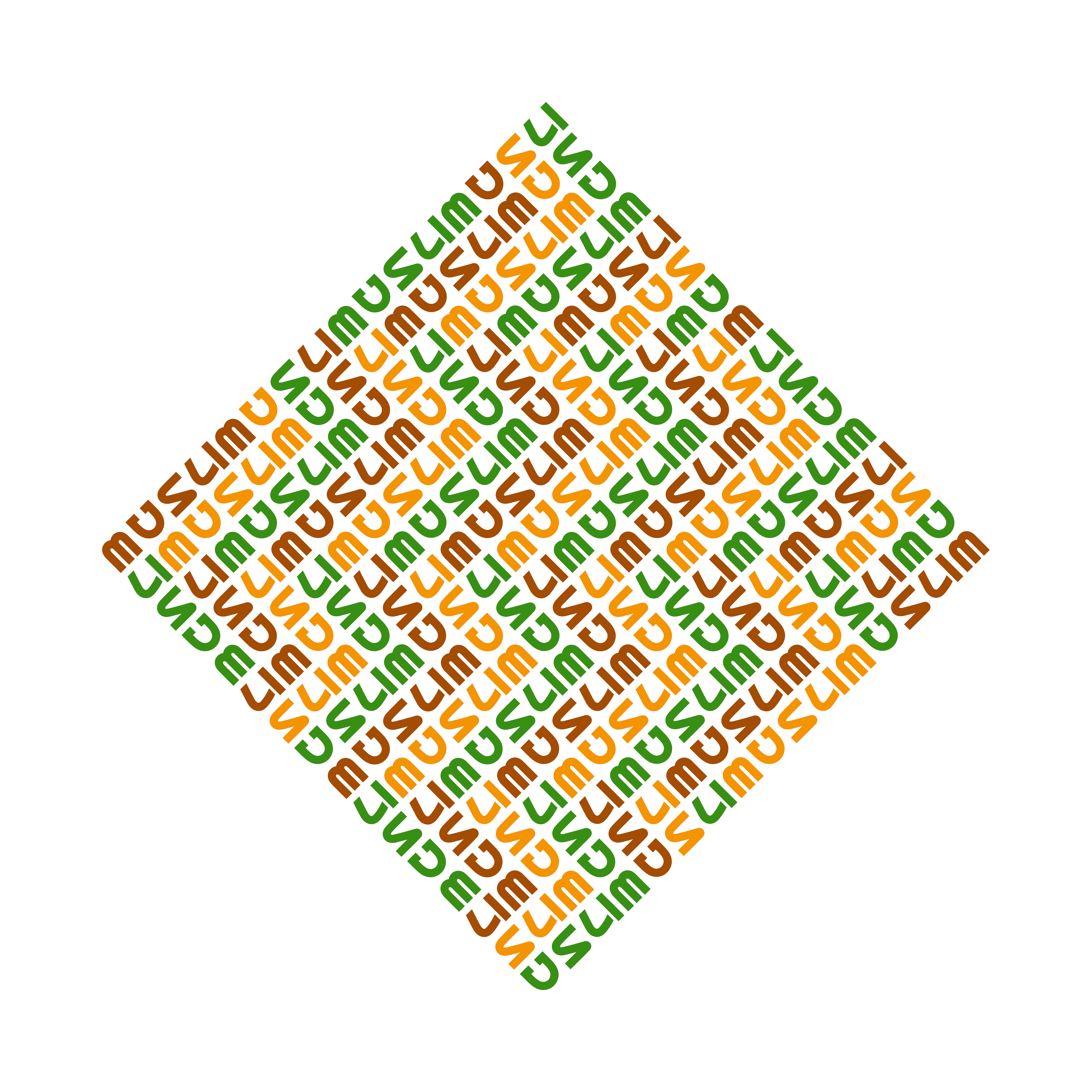
Ambigramme en carré mélangeant les mots anglais Jude et Muslim.

Les relations entre musulmans et juifs ont commencé au VIIe siècle dès la naissance et l'expansion de l'islam dans la péninsule arabique. Les deux religions partagent des valeurs, principes et règles similaires. De plus, l'islam intègre l'histoire juive comme une partie de sa propre histoire. Le concept des enfants d'Israël a une place importante dans l'islam. Moïse, le plus important prophète dans le judaïsme, est aussi considéré comme un prophète et un messager dans l'islam. Il est mentionné plus que n'importe qui d'autre dans le Coran, et sa vie est relatée plus que celle d'aucun autre prophète. Il y a environ quarante-trois références aux Israélites dans le Coran (sans compter les références aux prophètes), et de nombreuses dans les hadiths. Certaines autorités rabbiniques ou penseurs juifs plus récents, comme Maïmonide, ont débattu de la relation entre l'islam et la loi juive. Maïmonide lui-même a, selon certains, été influencé par la pensée juridique islamique.
Comme l'islam et le judaïsme ont, à travers le patriarche Abraham, une origine commune située dans le Moyen-Orient, les deux sont considérés religions abrahamiques. Il existe de nombreux points communs entre le judaïsme et l'islam à la fois à cause de cette similitude et en raison de l'influence de la culture et de la philosophie musulmanes sur les communautés juives du monde musulman. Les deux religions ont été en contact et partage continu sur le plan physique, politique et théologique pendant 1 400 ans. Le premier waqf islamique, par exemple, a été donné par un juif, rabbi Mukhayriq. Et en 1027, un juif, Samuel ibn Nagrela, devint le plus haut conseiller et le général en chef du taïfa de Grenade.
L'antisémitisme européen apparaît dans le monde musulman à partir du XIXe siècle, avec des accusations de meurtres rituels à Damas en 1840 et des attaques de fanatiques contre les Juifs. L'hostilité aux Juifs dans le monde arabo-musulman se développe durant le XXe siècle avec des massacres de Juifs notamment en Irak, à Constantine, en Libye et au Maroc. Avec le développement du sionisme et la création de l'État d'Israël, les Juifs Arabes sont contraints à l'exode, l'antisémitisme progresse fortement et les relations entre juifs et musulmans se détériorent. Avec la montée de l'islamisme, un antisémitisme d'inspiration islamique apparaît. Le plus souvent l'antisionisme est confondu avec l'antisémitisme et inversement, ce qui crée dans les pays du monde arabo-musulman et chez une certaine partie de la population musulmane, la confusion et l'amalgame,.

## Interactions sociales et politiques

### Les Juifs et les débuts de l'islam
Pendant les prêches de Mahomet à La Mecque, il vit dans un premier temps les chrétiens et les Juifs (qu'il appelait les Gens du Livre) comme des alliés naturels qui avaient les mêmes principes fondamentaux que lui, et il comptait sur leur soutien. Dix ans après sa première révélation sur le mont Hira, une délégation constituée des représentants des douze clans les plus importants de Médine prêta serment de protéger Mahomet et l'invita, en tant qu'étranger à Médine, à servir de conciliateur pour toute la population, alors que les combats entre factions duraient depuis une centaine d'années pour savoir qui prendrait le pouvoir,,.
Pour mettre fin aux longues querelles qui déchiraient les tribus de Médine, Mahomet rédigea, entre autres, un document connu sous le nom de la constitution de Médine. La communauté telle que définie par la constitution de Médine était fondée sur des règles religieuses, mais était aussi marquée par des considérations pratiques et conservait en substance le mode de fonctionnement légal des vieilles tribus arabes. Mahomet adopta aussi certains des rites et pratiques juives, comme le jeûne durant le jour de Yom Kippour. Selon Alford Welch, la coutume juive de prier trois fois par jour semble avoir été un facteur influençant l'introduction de la prière de midi dans l'islam, mais la décision de Mahomet de prier en direction du nord, vers la qibla (soit vers Jérusalem, qui a été la première qibla, ou direction de la prière, et fut remplacée plus tard par La Mecque), vient d'une coutume qui était aussi en honneur au sein d'autres groupes en Arabie.
La plupart des habitants de Médine se convertirent à la religion des nouveaux venus de la Mecque. Cela fut le cas particulièrement pour les membres des tribus païennes et polythéistes, mais aussi, quoique dans une moindre mesure, pour certains des Juifs de la ville. Cependant, la majorité des Juifs refusèrent de voir en Mahomet un prophète et mirent en avant le fait que certains passages du Coran contredisaient la Torah. Les raisons de cette opposition étaient tout autant politiques que religieuses puisque de nombreux Juifs à Médine avaient tissé des liens avec Abd-Allah ibn Ubayy qui leur était favorable et qui aurait été le prince de Médine si Mahomet n'était pas arrivé dans la ville.
Mark Cohen ajoute que Mahomet est apparu « des siècles après la fin de la prophétie biblique » et « a rédigé son message dans un verbiage étranger au judaïsme, à la fois par son format et par sa rhétorique ».
Dans la constitution de Médine, les Juifs obtinrent l'égalité avec les musulmans en échange de leur loyauté politique et furent autorisés à pratiquer leur propre culture et leur religion. Cependant, à partir du moment où Mahomet fit face à une certaine opposition de la part des Juifs, les musulmans commencèrent à adopter une position plus négative vis-à-vis d'eux, les voyant comme une sorte de cinquième colonne. Des accusations de violations de la constitution de Médine par les Juifs, conduisirent à l'exil les Banu Qaynuqa et Banu Nadir, deux des trois tribus juives de Médine et au massacre des hommes de la tribu des Banu Qurayza.

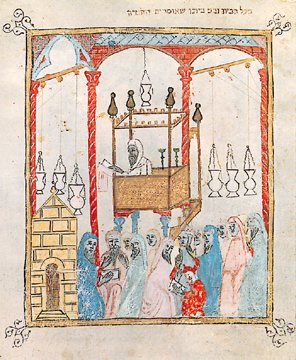
Image d'un Hazzan lisant la légende de Pessah en Andalousie, extrait de la haggada de Barcelone du XIVe siècle.

### Les Juifs dans les pays à majorité musulmane
Des communautés juives ont vécu au sein de pays à majorité musulmane pendant plus de 1 300 ans.
Les guerres israélo-arabes qui ont suivi la création d'Israël en 1948 ont provoqué une dégradation dramatique des relations judéo-musulmanes, bien que ces guerres aient eu à l'origine un objet territorial.

### L'instrumentalisation de la religion dans le conflit israélo-palestinien
La montée des tensions entre les Israéliens (majoritairement juifs, mais non exclusivement) et les Arabes (majoritairement musulmans, mais pour une part d'entre eux, chrétiens et juifs) ne doit pas induire en erreur sur la nature de l'opposition des deux groupes. « Le conflit israélo-arabe n'est pas de nature foncièrement religieuse mais bien politique ». « Le religieux est un outil utilisé par certains acteurs pour faire de la politique, dans des circonstances bien précises. À d'autres moments, il ne joue plus qu'un rôle secondaire, voire tout à fait marginal ».
Les spécialistes[Qui ?] distinguent deux périodes depuis la création d'Israël en 1948 : dans les années 1950 et 1960, aussi bien côté palestinien que côté israélien, le discours politique dominant fait référence à des valeurs laïques. Dès les années 1970, en revanche, le religieux est mis au service de la politique par les acteurs musulmans et juifs (selon A. Sela et E. Yakira, l'islamisation du combat palestinien commence un peu plus tard, dans les années 1980).
- Dans les années 1950-1960 : l'OLP qui porte les aspirations nationales des Palestiniens est un mouvement laïque, qui tend vers la gauche radicale, et qui se réclame de l'anti-impérialisme ; dans la charte de l'OLP, le sionisme est désigné comme une force colonialiste. Quant aux Israéliens, ils ont porté au pouvoir le parti travailliste, essentiellement laïque ; les Palestiniens sont qualifiés de « terroristes », mais « personne ne songeait alors sérieusement à conquérir Jérusalem, ses lieux saints ou la Cisjordanie, qui étaient à l’époque sous souveraineté jordanienne »[24]. Le combat pour la survie d'Israël a un caractère national.

- Dès les années 1970 : la situation change côté israélien après la guerre de 1967, la prise de Jérusalem et d'Hébron, lieux hautement symboliques, ayant été interprétée par des sionistes religieux comme un miracle que Dieu a opéré en faveur du peuple juif. Alors, le sionisme religieux, qui existait déjà dans la Palestine mandataire — avec le premier grand-rabbin de Palestine, Abraham Isaac Kook (1865-1935), comme figure tutélaire — connaît un nouvel essor et élargit considérablement son audience. Son interprétation théologique des événements politiques et militaires est portée à partir du milieu des années 1970 par le Gouch Emounim (« Bloc des fidèles »). « Ce mouvement a pour objectif l’appropriation de toute la terre située entre le Jourdain et la Méditerranée par une politique agressive de colonisation. Des colonies israéliennes apparaissent alors dans toute la Samarie et en Judée (de la Cisjordanie à Gaza). De cette manière, l’État d’Israël met concrètement en œuvre une politique et une stratégie fondées sur une idéologie messianique qui fait de la terre d’Israël une terre sainte et de sa colonisation complète à la fois un devoir religieux suprême et un droit indéniable, enraciné dans une approbation divine »[24]. « Cette conviction fait basculer la majorité du sionisme religieux vers un fondamentalisme messianique lourd de dangers »[23].

Côté palestinien aussi, la religion est sollicitée pour justifier le combat contre l'ennemi surtout à partir des années 1980. Déjà dans la Palestine mandataire, Hajj Amin al-Husseini, mufti de Jérusalem de 1921 à 1948, avait utilisé l'islam comme ressource politique, et œuvré à faire de la Palestine « une cause non plus seulement arabe, mais islamique ». À la fin des années 1980, l'islamisme radical s'engage dans le combat national palestinien contre Israël. Le cheikh Ahmed Yassine de Gaza fonde en décembre 1987, pendant la première Intifada contre l'occupation israélienne, le Hamas, « Mouvement de la résistance islamique ».
Selon Alain Dieckhoff, « la combinaison du fondamentalisme religieux et du nationalisme entretient inévitablement une logique de guerre ». Selon A. Sela et E., Yakira, « un élément typique de la nature religieuse des conflits serait l’absoluité des exigences en fonction desquelles ils sont menés et l’impossibilité de tout compromis ».

### Les musulmans en Israël
Les Arabes israéliens sont pour 90 % d'entre eux musulmans, et pour 10 % chrétiens.
En Israël, vivent aussi des musulmans non arabes, notamment les Tcherkesses, dont le statut oscille, selon Eleonore Merza, entre celui de « minorité préférée » et celui  de « citoyens de seconde classe ».
Les Doms sont une minorité musulmane arabisée dans la mesure où les locuteurs doms des pays arabes sont devenus principalement arabophones ; ils sont victimes de discriminations aussi bien de la part des musulmans arabes que des juifs israéliens.

### Activités interreligieuses
Le concept judéo-chrétien-musulman, fait référence aux trois monothéismes, généralement appelées religions abrahamiques. Les échanges formels entre les trois religions, qui ont suivi le modèle des dialogues interreligieux judéo-chrétiens des dernières décennies, se sont généralisés dans les villes américaines à la suite des accords d'Oslo entre les Israéliens et les Palestiniens en 1993.
Depuis 2007, la Fondation pour la compréhension ethnique, dirigée par le rabbin Marc Schneier et Russell Simmons, a fait de l'amélioration des relations entre musulmans et Juifs son objet principal. Ils ont accueilli le sommet national des imams et rabbins en 2007, le rassemblement des leaders juifs et musulmans à Bruxelles en 2010 et à Paris en 2012 et trois délégations de musulmans et de juifs à Washington D.C. Chaque mois de novembre, la fondation organise un week-end de jumelage, qui encourage les musulmans et les juifs, les imams et les rabbins, les mosquées et les synagogues et les organisations juives et musulmanes à mettre en place des programmes partagés inspirés par les points communs entre juifs et musulmans.

## Points communs entre les deux religions

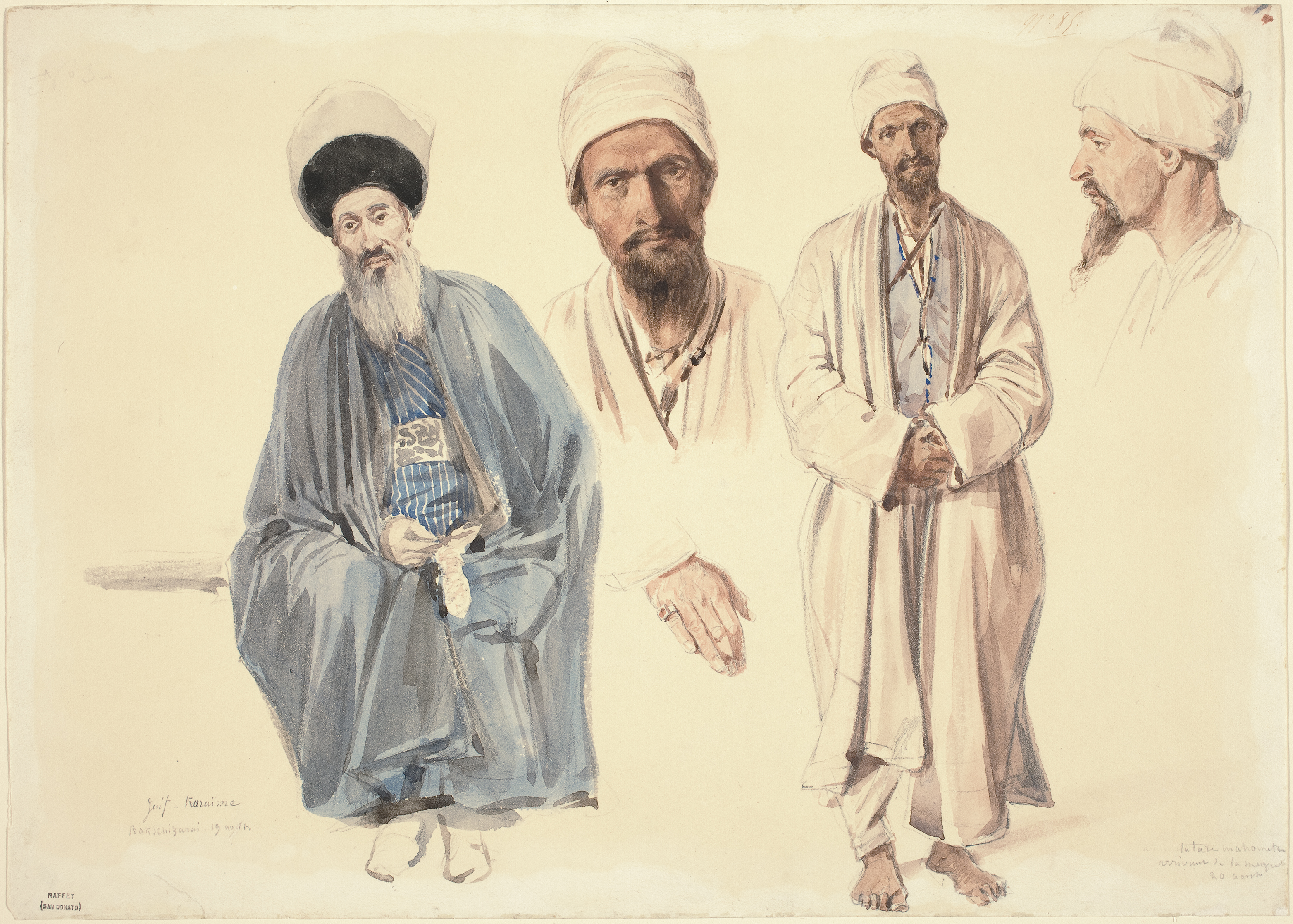
Un vieux Juif et un musulman, croquis d'A. Raffet, 1837.

« La critique réciproque est un trait récurrent des relations entre les religions, elle témoigne de la concurrence qu'elles se livrent pour gagner l'âme des croyants », écrit Reuven Firestone. Entre le judaïsme et l'islam existe une « indéniable reconnaissance réciproque (et aussi un besoin de critiquer) qui tient au caractère reconnaissable de l'autre religion, tant y sont nombreux les éléments familiers et déchiffrables, depuis la nature de la révélation  jusqu'aux principes d'interprétation, en passant par la place centrale de la loi et la structure de la prière ».
Il y a beaucoup de points communs entre l'islam et le judaïsme. Au fur et à mesure de son développement, l'islam est petit à petit devenu la religion majeure la plus proche du judaïsme. Les deux sont des religions strictement monothéistes originaires de la culture moyen-orientale sémite. Contrairement au christianisme, qui trouve son origine dans l'interaction entre les cultures hébraïque et grecque antique, l'islam est proche du judaïsme dans sa conception fondamentale de la religion, sa structure, sa législation et sa pratique. De nombreuses traditions de l'islam trouvent leur origine dans la Bible hébraïque ou dans des traditions juives. Ces coutumes sont connues sous le nom général de Isra'iliyat.
Le Coran parle longuement des Fils d'Israël (Banû Isrâ'îl) et reconnaît que les Juifs (al-Yahûd) sont les descendants du prophète Abraham par l'intermédiaire de son fils Isaac et de son petit-fils Jacob. Ils ont été choisis par Allah pour une mission : « À bon escient Nous les choisîmes parmi tous les peuples de l’univers » [Sûrah al-Dukhân: 32] Allah fit apparaître en leur sein de nombreux prophètes et leur accorda ce qu'Il n'avait pas accordé à de nombreux autres : « (Souvenez-vous) Lorsque Moïse dit à son peuple: 'Ô, mon peuple! Rappelez-vous le bienfait d’Allah sur vous, lorsqu’il a désigné parmi vous des prophètes. Et Il a fait de vous des rois. Et Il vous a donné ce qu’Il n’avait donné à nul autre aux mondes'. » [Sûrah al-Mâ'idah: 20]. De plus, il les a exaltés au-dessus des nations de la terre et ils ont été l'objet de nombreuses faveurs : « Ô Enfants d’Israël, rappelez-vous Mon bienfait dont Je vous ai comblés, (Rappelez-vous) que Je vous ai préférés à tous les peuples. » [Sûrah al-Baqarah: 47],.

### Abraham/Ibrahim

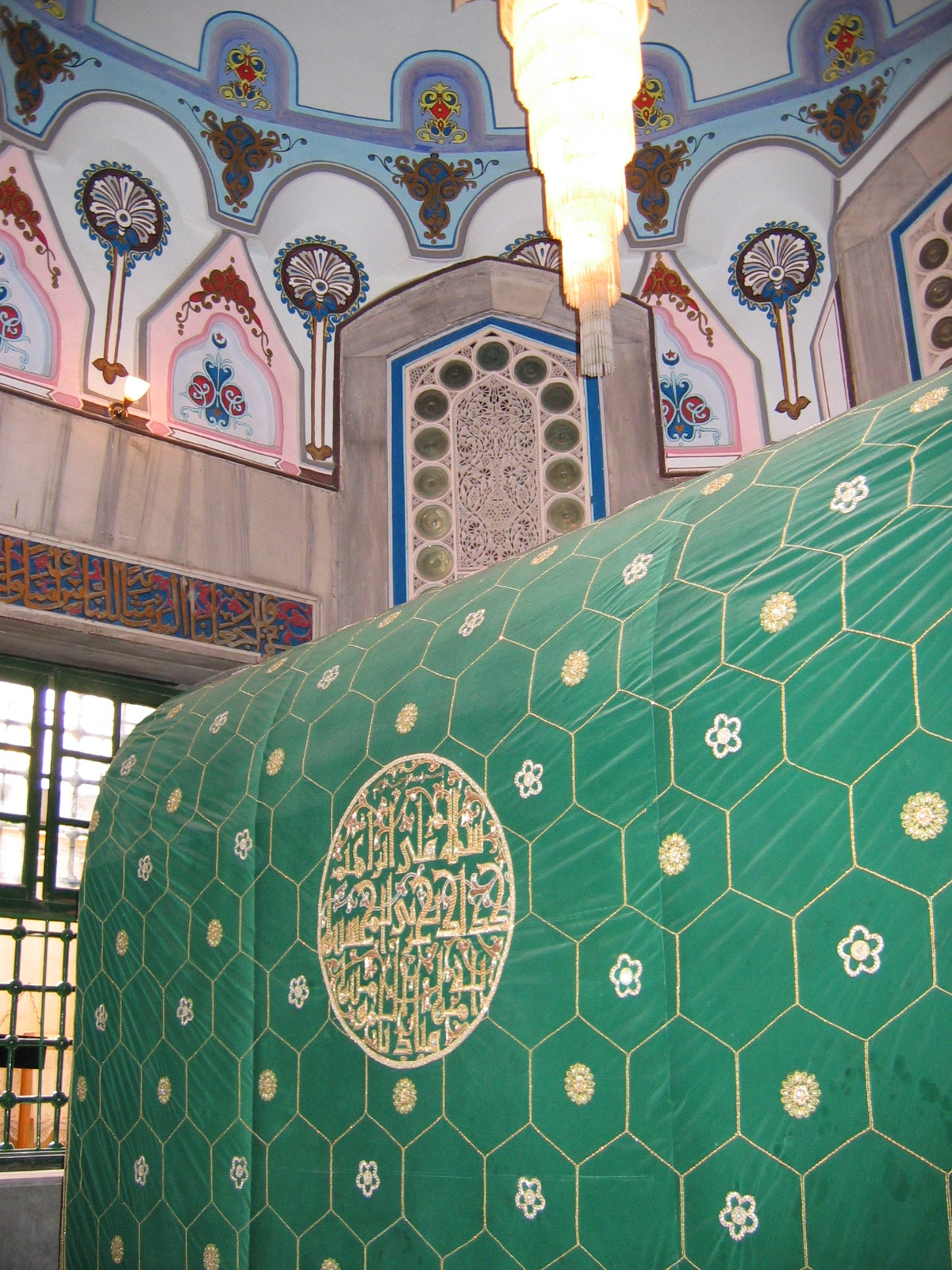
Le tombeau des Patriarches, lieu de sépulture d'Abraham.

Le judaïsme est apparu comme une religion monothéiste autour du XIIe siècle av. J.-C. Selon la tradition religieuse juive, l'histoire du judaïsme commence avec l'Alliance entre Dieu et Abraham, qui est considéré comme un Hébreu (puisque le premier Hébreu est, selon la tradition, Eber, un ancêtre d'Abraham). La Bible hébraïque fait parfois allusion à des peuples « Arvi », ce qui est traduit par « Arabe », et qui vient du nom de la plaine « Arava » et signifie donc habitants des plaines. Certains Arabes vivant dans la péninsule Arabique sont considérés comme les descendants d'Ismaël, le premier fils d'Abraham. Alors que les historiens considèrent généralement que l'islam est né au VIIe siècle de notre ère dans la péninsule Arabique, la tradition islamique considère qu'Adam fut le premier musulman (dans le sens où il croyait en Allah et se soumettait à ses commandements). De plus, l'islam partage de nombreux points communs avec le judaïsme (comme c'est le cas avec le christianisme), par exemple le respect pour des prophètes communs comme Moïse et Abraham qui sont reconnus par les trois religions abrahamiques.
Le judaïsme et l'islam sont appelés « religions abrahamiques ». La première religion abrahamique a été le judaïsme tel qu'il fut pratiqué dans le désert de la péninsule du Sinaï à la suite de l'Exode des Hébreux hors d'Égypte, puis lorsque les Hébreux entrèrent dans le pays de Canaan pour le conquérir et s'y installer. Le royaume des tribus d'Israël finit par se scinder en deux royaumes, Israël et Juda, avant l'exil à Babylone au début du Ier millénaire av. J.-C.
Le premier fils d'Abraham, Ismaël, est considéré par les musulmans comme le Père des Arabes. Le second fils d'Abraham, Isaac, est appelé le Père des Hébreux. Selon la tradition musulmane, Isaac est le grand-père de tous les enfants d'Israël, et le fils d'Ibrahim et de sa femme Sarah, promis par Dieu bien qu'elle soit stérile. Dans les hadîths, le prophète Mahomet dit qu'environ vingt-cinq mille prophètes et messagers sont des descendants d'Ibrahim, la plupart d'entre eux descendant aussi d'Isaac, et que le dernier d'entre eux est Jésus. Dans la tradition juive, Abraham est appelé Avraham Avinu, ce qui signifie, « Abraham notre père ». Pour les musulmans, il est un prophète important de l'islam (comme, entre autres, Noé, Moïse, Jésus et Mahomet), et l'ancêtre de Mahomet par Ismaël. Le récit de sa vie dans le Coran est similaire à celui qui se trouve dans le Tanakh.
Il existe de nombreuses figures (avec certaines exceptions) que les deux religions considèrent comme prophètes. Les deux enseignent par exemple qu'Eber, Job et Joseph étaient des prophètes,,,,,. Cependant, selon un des sages du judaïsme[Qui ?], toute l'histoire attribuée à Job serait en fait une allégorie, et Job n'aurait jamais existé,,.

### Écrits sacrés

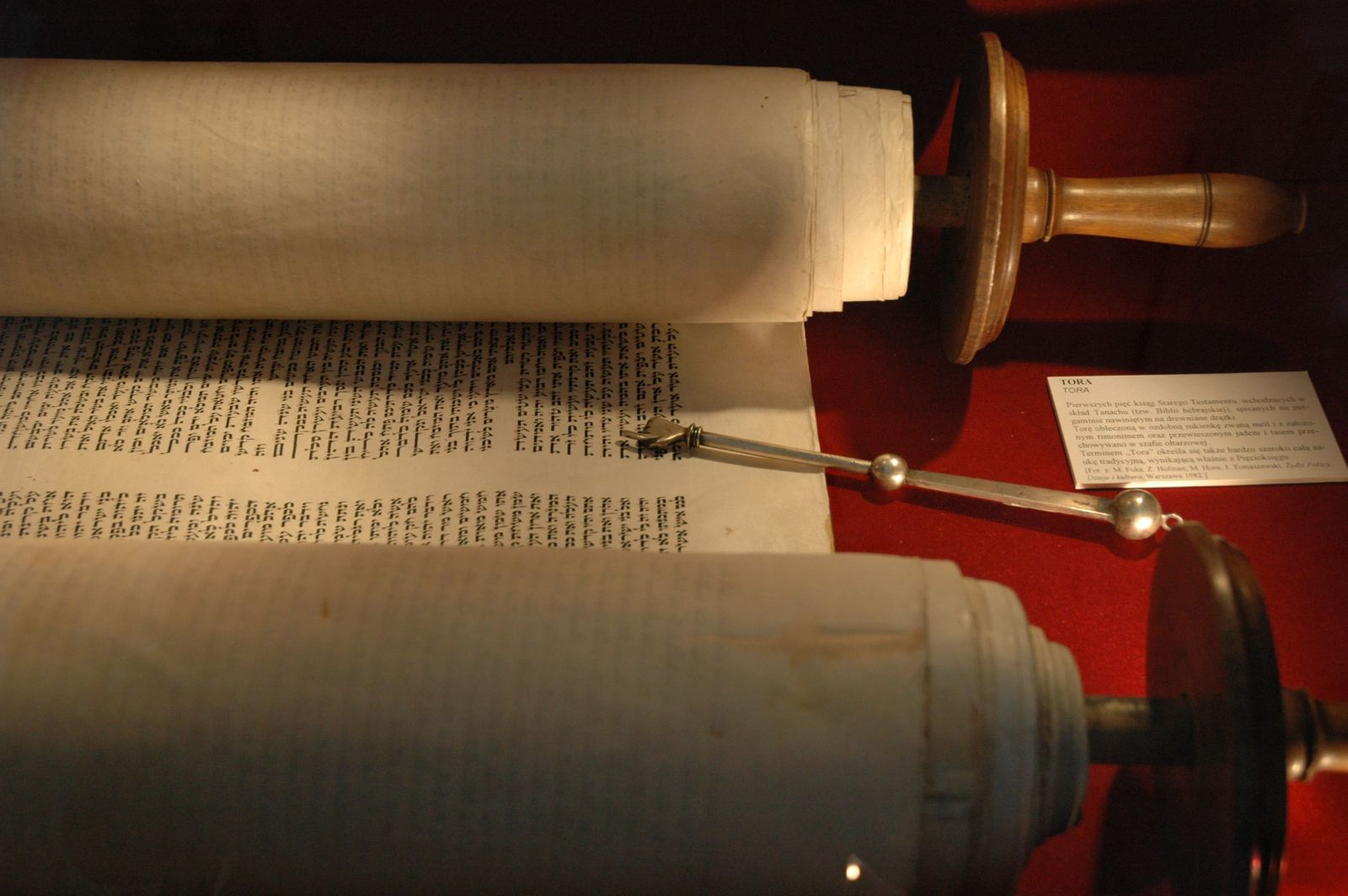
Un Sefer Torah, ouvert pour être lu lors d'un office à la synagogue.

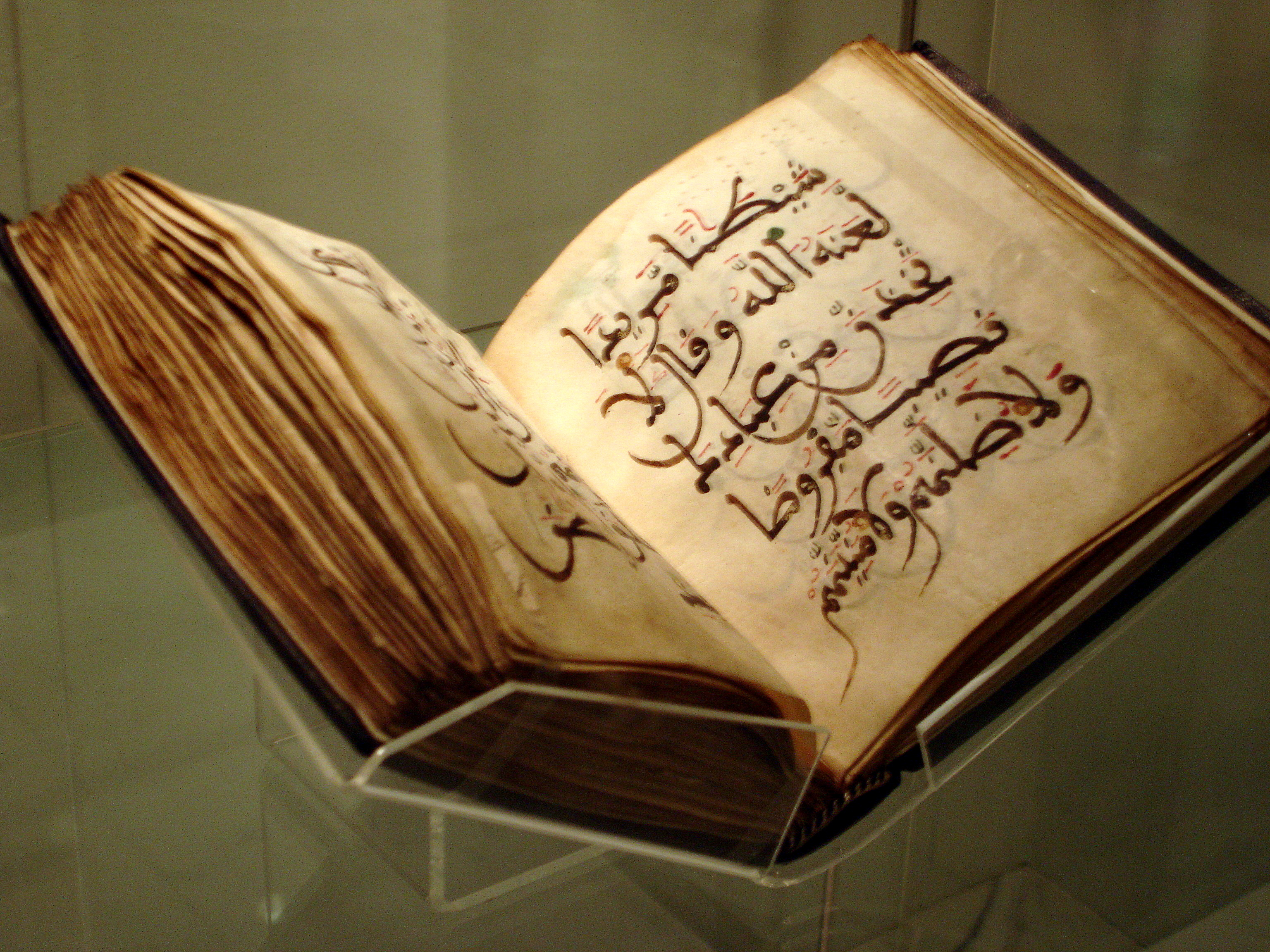
Un Coran du XIe siècle originaire d'Afrique du Nord et exposé au British Museum.

L'islam et le judaïsme partagent l'idée d'une écriture révélée. Bien qu'ils diffèrent dans les détails du texte dans l'interprétation qui en est faite, la Torah hébraïque et le Coran musulman partagent de nombreux récits et commandements. De ce fait, ils ont en commun d'autres concepts religieux comme la croyance au jugement divin.
Les musulmans parlent généralement des Juifs (et des chrétiens) comme des gens du Livre : peuples qui suivent les mêmes enseignements généraux en lien avec le culte du Dieu unique adoré par Abraham. Le Coran distingue les gens du Livre (Juifs et chrétiens) qui doivent être tolérés même s'ils gardent leur foi, mais sous le statut de dhimmis (« protégés » mais inférieurs), des idolâtres (polythéistes) qui ne doivent pas être traités avec ce degré de tolérance (Cf Al-Baqara 256). Certaines règles qui touchent les musulmans sont plus souples quand il s'agit des peuples du Livre. Un musulman peut par exemple épouser une femme chrétienne ou juive, et les musulmans sont autorisés à manger de la nourriture cashère.

### Droit religieux
Le judaïsme et l'islam ont comme caractéristique commune d'avoir des systèmes de droit religieux fondés sur une tradition orale qui peut inverser ou annuler les lois écrites et qui ne fait pas de distinction entre les sphères sacrée et laïque. Dans l'islam, les lois sont appelées la charia. Dans le judaïsme, on les appelle la Halakha. Les deux religions considèrent l'étude du droit religieux comme une forme de culte et une fin en soi.

### Rites et règles de conduite

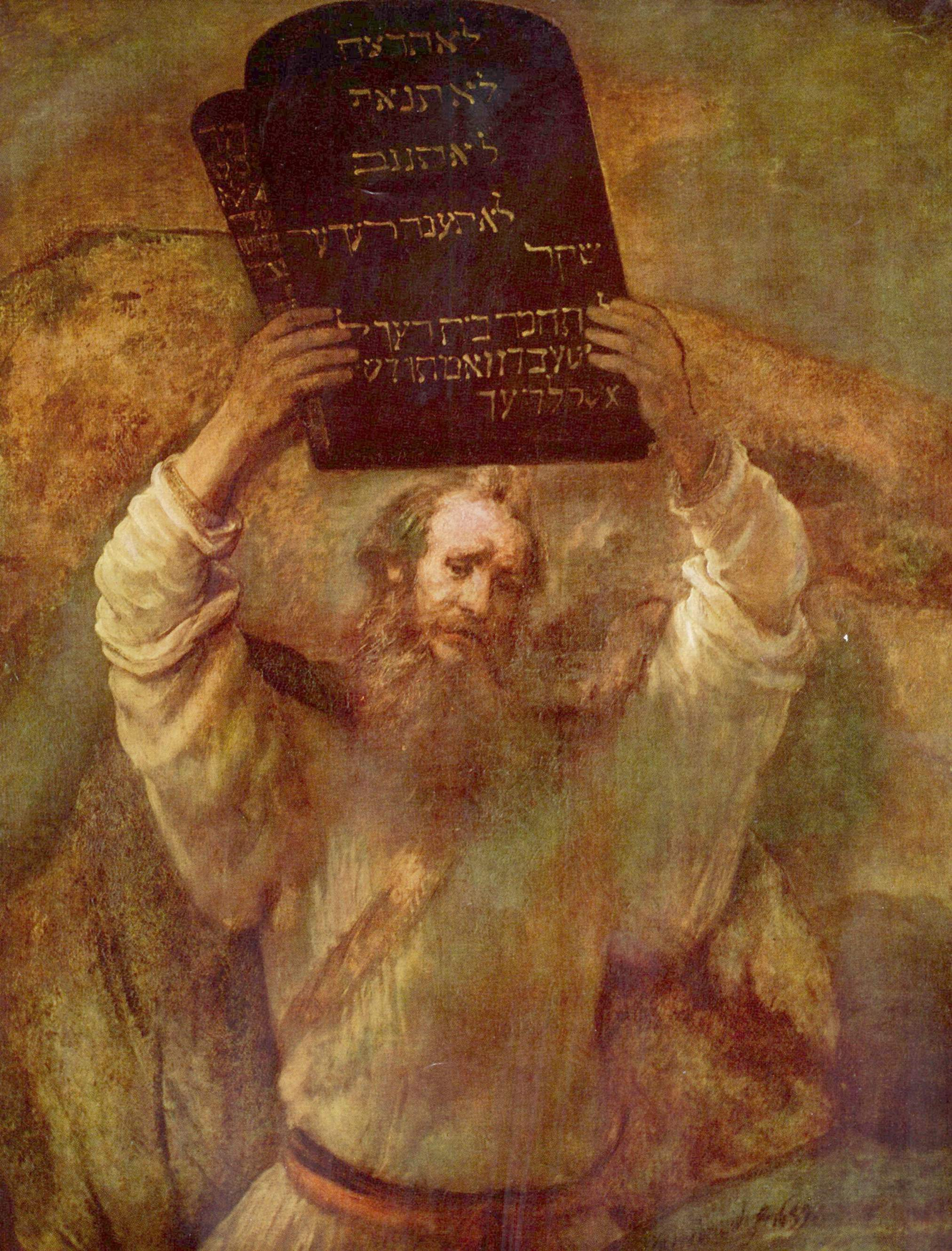
Moïse avec les Dix Commandements, par Rembrandt.

La pratique commune la plus évidente est l'affirmation de l'unité absolue de Dieu, que les musulmans répètent dans leurs cinq prières quotidiennes (salat) et que les Juifs déclarent au moins deux fois par jour (Shema Israel), notamment dans deux de leurs trois prières quotidiennes. Les deux religions ont aussi en commun les pratiques centrales du jeûne et de l'aumône (appelée « Tsedaka » dans le judaïsme), de même que la circoncision.
En ce qui concerne les lois alimentaires, les deux religions prescrivent certaines règles d'abattage rituel. La nourriture autorisée selon des lois alimentaires strictes est appelée « casher » dans le judaïsme et « halal » dans l'islam. Les deux religions interdisent la consommation de porc. Les lois halal ressemblent à une version allégée des règles de la casherout, ce qui fait que toute nourriture cashers est halal, alors que tous les aliments halals ne sont pas cashers. Les lois du halal, par exemple, n'interdisent pas le mélange du lait et de la viande ou la consommation de fruits de mer, ce qui est interdit par les lois de la casherout (à l'exception de l'islam chiite qui considère les fruits de mer comme n'étant pas halals).
L'islam, comme le judaïsme, interdisent l'homosexualité et les relations sexuelles hors mariage et ils exigent l'abstinence durant les menstruations de la femme. Les deux religions pratiquent la circoncision des hommes.

### Prières
Les musulmans s'agenouillent pendant la prière, les Juifs s'inclinent, mais Reuven Firestone rappelle que l'agenouillement, dont la Bible donne de nombreux exemples, faisait partie initialement du rituel juif, avant de tomber en désuétude ; il est resté en vigueur dans le judaïsme karaïte.
La prière quotidienne musulmane donne une place centrale à la première page ou l'ouverture du Coran, appelée fâtiha. « Son nom même fait écho à la petiḥâ hébraïque ». Dans cette fâtiha, Dieu est appelé « Seigneur de l'univers » (rabb al-'alamîn), expression très semblable à un passage de la principale bénédiction juive, « roi de l'univers » (melekh ha-'olam). Une autre expression souvent répétée dans la prière musulmane est « Dieu est (plus) grand », Allahu akbar, et le Coran appelant souvent à « magnifier » Dieu, par exemple dans la sourate 74, 3 al-mudaththur : « Et magnifie ton Seigneur » (wa-rabbuka fakabbir) dont on trouve un équivalent exact en hébreu : « yitgaddal […] shemeih rabbah », « magnifié soit le nom de Dieu », louange figurant dans le kaddish récité lors de prières obligatoires.

### Langues sémitiques: l'hébreu, l'arabe

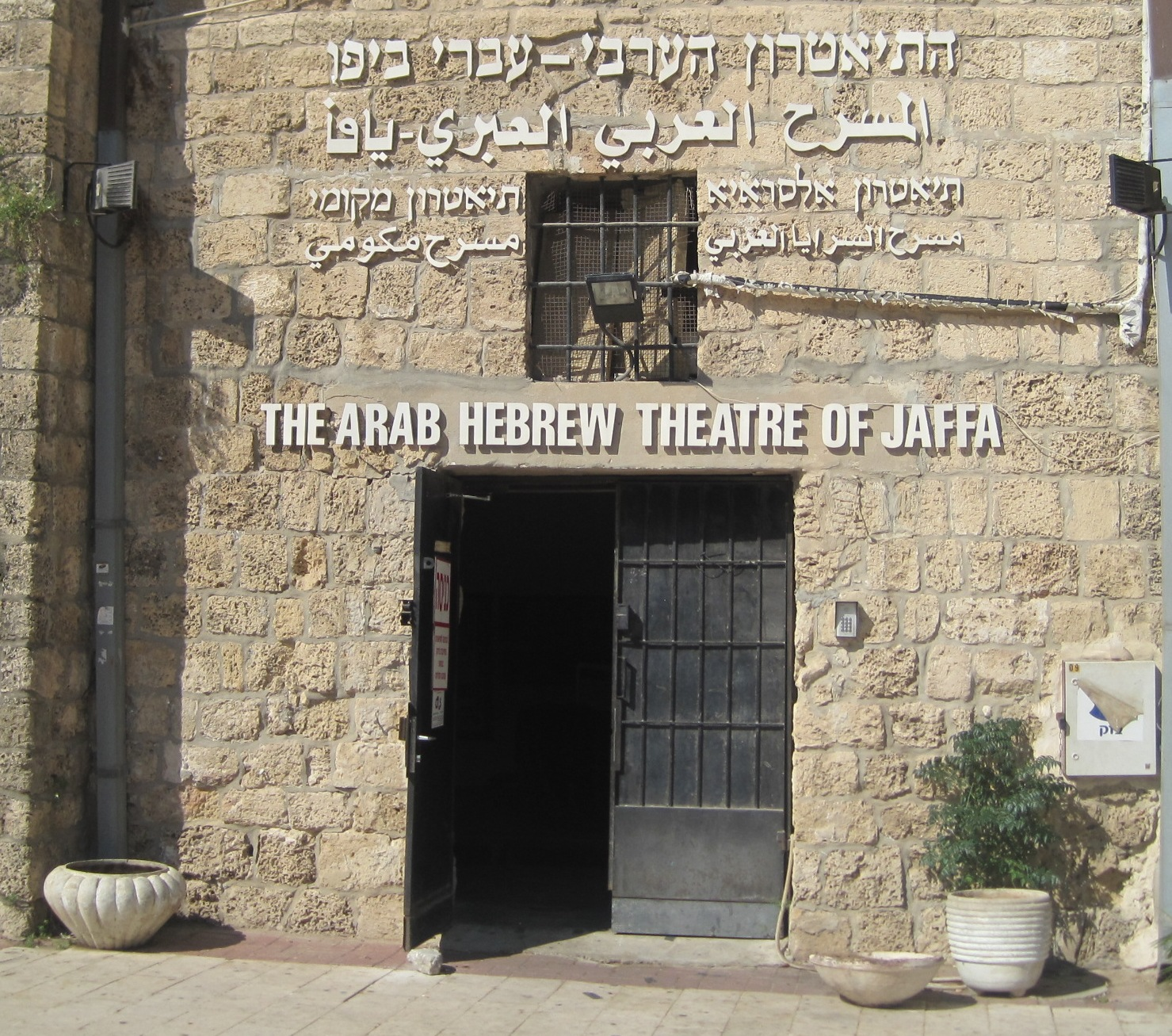
Théâtre arabe hébreu à Jaffa

Le mot « sémite » vient de la généalogie légendaire des peuples qui descendraient prétendument de Sem, le fils de Noé (Gen. x, 1). Les peuples hébreu et arabe sont généralement classés comme sémites, un concept raciste qui trouve son origine dans les récits bibliques des cultures connues par les anciens Hébreux[réf. souhaitée]. Celles qui leur étaient les plus proches étaient généralement présentées comme descendant de leur ancêtre Sem. Les ennemis des Hébreux étaient souvent présentés comme descendants de son neveu maudit Canaan, petit-fils de Noé et fils de Cham, ce qui n'est pas le cas pour les Arabes. Les historiens contemporains confirment la proximité entre les anciens Hébreux et les Arabes, en se fondant sur des caractéristiques généralement transmises de père en fils, comme les gènes ou les coutumes.
Mais la dimension la plus étudiée reste la langue. Les similarités entre les langues dites sémitiques (qui incluent l'hébreu et l'arabe) et les différences existant entre elles et d'autres langues parlées dans la région prouvent l'origine commune des Hébreux et des Arabes au sein des nations sémites.

### Autres similarités
Le judaïsme et l’islam considèrent tous les deux la doctrine chrétienne de la Trinité et la croyance en Jésus comme étant Dieu comme explicitement contraire au monothéisme. L'idolâtrie et le culte des images sont interdits de la même manière. Les deux religions croient aux anges et aux démons : la démonologie juive mentionne Ha-Satan et la démonologie musulmane mentionne Al-Shaitan. De nombreux anges ont des noms et des rôles similaires dans l'islam et dans le judaïsme. Aucune des deux religions n'adhère au concept du péché originel. On a aussi souligné des points communs entre les textes juifs et les hadiths. Par exemple, les deux affirment que la femme de Potiphar s'appelait Zuleika.

## Contacts et influences partagées

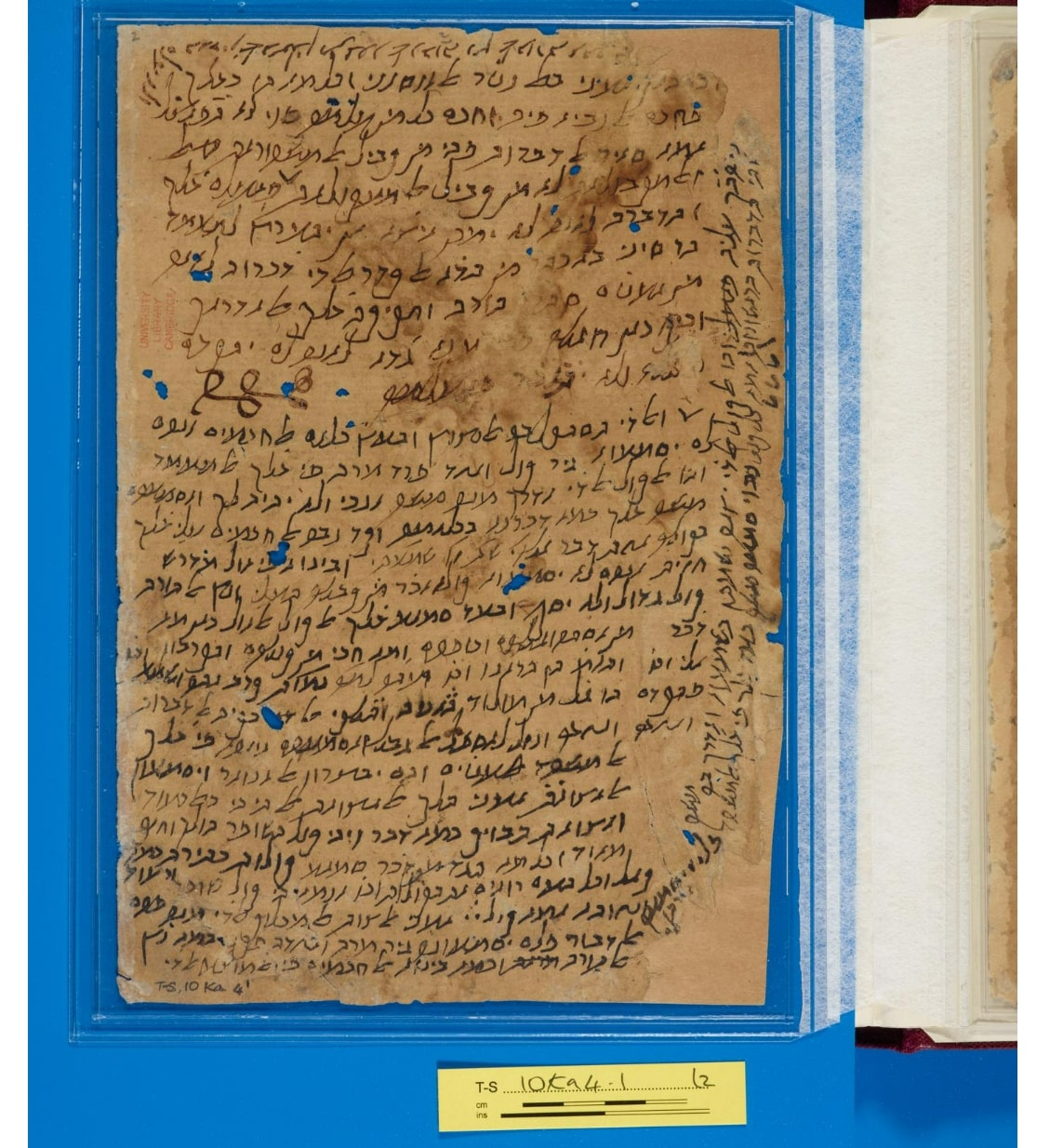
Page manuscrite en arabe écrite avec l'alphabet hébreu par Maimonide (XIIe siècle)

La période médiévale, en particulier en Andalousie, vit une importante diffusion culturelle entre les philosophes rationalistes juifs et musulmans.

### Saadia Gaon
L'un des premiers parmi les plus importants philosophes juifs influencé par la philosophie musulmane est rav Saadia Gaon (892-942). Son œuvre la plus importante est Emounot veDeot (Le Livre des croyances et des opinions). Dans ce livre, Saadia traite des questions qui intéressaient profondément les mutakallimun, comme la création de la matière, l'unité de Dieu, les attributs divins, l'âme, etc. ; et il y critique sévèrement les philosophes.
Le XIIe siècle voit l'apogée de la philosophie pure. Cette exaltation de la philosophie est due, dans une large mesure, à Ghazali (1058-1111) chez les Arabes, et à Juda Halevi (1075-1141) chez les Juifs. Comme Ghazali, Judah Halevi se donna comme mission de libérer la religion des errances de la philosophie analytique, et écrivit le Kuzari, dans lequel il essaya de discréditer toutes les écoles de philosophie.

### Maïmonide

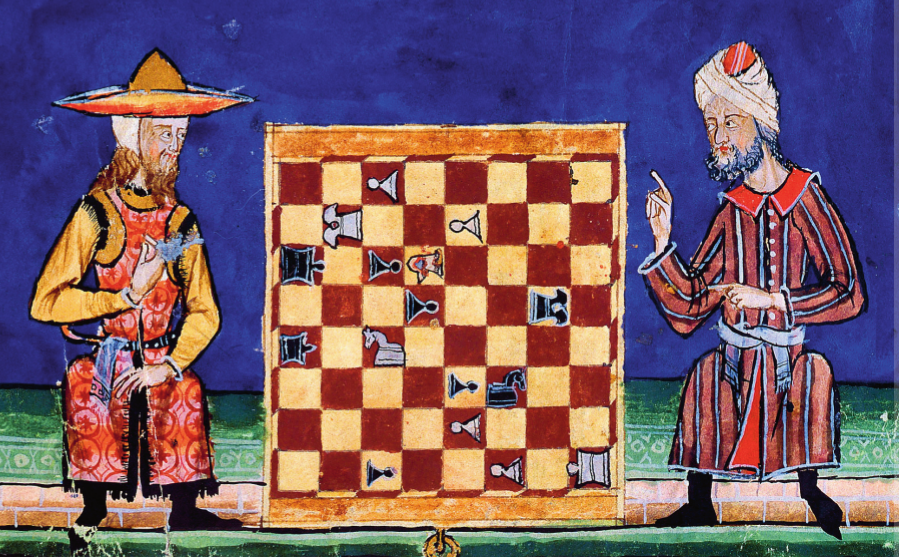
Un Juif et un musulman jouant aux échecs, Madrid, al-Andalus,.

L'érudit espagnol Moïse Maïmonide (1138-1204) essaye d'harmoniser la philosophie d'Aristote avec le judaïsme, et pour cela, il écrit Dalalat al-Hairin (Guide des égarés), connu le plus souvent sous son titre hébraïque Moreh Nevuchim, qui fut pendant de nombreux siècles le sujet de discussion et de commentaires pour les penseurs juifs. Dans cette œuvre, Maïmonide traite de la création, de l'unité de Dieu, ses attributs, l'âme, etc. et les analyse selon les théories d'Aristote dans la mesure où ces dernières n'entrent pas en conflit avec la religion. Par exemple, alors qu'il accepte les enseignements d'Aristote sur la matière et la forme, il se prononce contre l'idée d'éternité de la matière. De même, il refuse la théorie d'Aristote selon laquelle Dieu ne peut avoir de connaissance que des universels et pas des particuliers. Il affirme que s’il n'avait pas la connaissance des particuliers, Dieu serait sujet à des changements continus : « Dieu perçoit les événements avant qu'ils arrivent, et cette perception ne Lui fait jamais défaut. Par conséquent, il n'y a pas de nouvelles idées qui se présentent à Lui. Il sait que tel ou tel individu n'existe pas, mais qu'il va naître à un moment donné, exister pendant une période déterminée, puis retourner à la non-existence. Quand, plus tard, cet individu arrive à la vie, Dieu n'apprend pas de nouveau fait ; rien ne s'est passé qu'Il ne savait pas d'emblée, Il connaissait cet individu, tel qu'il est maintenant, avant sa naissance. » (Moreh, i.20). Ainsi, tout en cherchant à éviter les conséquences troubles que certaines théories aristotéliciennes pourraient avoir d'un point de vue religieux, Maïmonide ne pouvait éviter totalement celles qui sont induites par l'idée d'Aristote de l'unité des âmes ; et en cela il a porté le flanc aux attaques des orthodoxes.
La philosophie arabe a aussi des adeptes parmi les Juifs. Une série de sages, tels que Ibn Tibbon, Narboni, et Gersonide s'unissent pour traduire les œuvres philosophiques arabes en hébreu et les commenter. En particulier, les œuvres d’Averroes deviennent un sujet important de leur étude, en grande partie grâce à Maïmonide qui, dans une lettre adressée à son disciple Joseph ben Judah (1150-1220), parle de manière très élogieuse du commentaire d'Averroes.
Parmi ses réponses, Maïmonide traite de la relation entre judaïsme et islam :

Les Ismaélites ne sont pas du tout idolâtres ; [l'idolâtrie] a depuis longtemps été éliminée de leur bouche et de leur cœur ; et ils attribuent à Dieu une unité adéquate, une unité qui ne fait aucun doute. Et ce n'est pas parce qu'ils mentent à notre sujet, et nous attribuent l'affirmation que Dieu a un fils, que nous pouvons mentir à leur sujet et dire qu'ils sont idolâtres… Et si quelqu'un devait dire que la maison qu'ils honorent [la Kaaba] est une maison d'idolâtrie et qu'une idole y est cachée, que nous importe ? Les cœurs de ceux qui s'inclinent dans sa direction sont [tournés] uniquement vers le ciel… [En ce qui concerne] les Ismaélites aujourd'hui- l'idolâtrie a été éliminée des bouches de tous, femmes et enfants [inclus]. Leur erreur et leur folie est dans d'autres choses qui ne peuvent être mises par écrit à cause des renégats et vicieux parmi Israël [c'est-à-dire les apostats]. Mais en ce qui concerne l'unité de Dieu, ils n'ont aucune erreur.

### Vidéos
- Juifs et Musulmans, si loin si proches, Coffret 2 DVD - Coédition ARTE Éditions / Compagnie des Phares et Balises, 2013